# Stimmensplitting

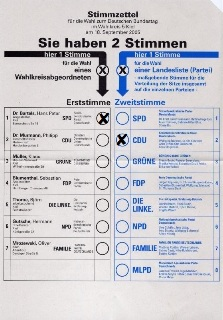
Stimmensplitting auf einem Stimmzettel für die Bundestagswahl 2005

Von Stimmensplitting spricht man unter einem Zweistimmenwahlrecht, wenn ein Wähler seine Personenstimme (Erststimme) einem Kandidaten gibt, der nicht für die mit der Parteienstimme (Zweitstimme) gewählte Partei antritt.
Beim personalisierten Verhältniswahlrecht können Wähler auf diese Weise Einfluss auf die personelle Vertretung einer Partei ausüben, die sie nicht gewählt haben. Auf die Verteilung der Sitze auf die Parteien hat das Stimmensplitting keine Auswirkungen, solange weder Überhangmandate auftreten noch Bewerber gewählt werden, die nicht für eine Partei antreten, die die Sperrklausel überwindet.
Anhänger von Parteien mit aussichtsreichen Direktkandidaten haben meist kein Interesse an einem Stimmensplitting, da sie in der Regel eine lokale Vertretung ihres Wahlkreises der Alternative, nämlich einem unbekannten Listenkandidaten (falls der Direktkandidat nicht selbst auf der Liste gut abgesichert ist), vorziehen.

## Stimmensplitting bei der Wahl zum Deutschen Bundestag
Bei der Bundestagswahl 2005 haben laut der repräsentativen Wahlstatistik 24,5 % der Wähler ihre Stimmen gesplittet (einschließlich nur teilweise ungültiger Stimmzettel).
Unter den Wählern (Zweitstimme) der FDP waren es 71,0 %; bei den Grünen 65,3 %. Bei der Linken, die im Osten etliche Direktkandidaten mit gewissen Erfolgschancen gehabt hat, waren es nur noch 27,9 %; bei der SPD 13,3 %. Die wenigsten Splitter waren bei CDU (9,3 %) bzw. CSU (8,2 %) zu verzeichnen, die in praktisch jedem Wahlkreis gewisse Chancen gehabt haben.
Bei den Wählern sonstiger Parteien haben 50,9 % keinen Direktkandidaten einer (möglicherweise anderen) sonstigen Partei gewählt, wobei aber auch berücksichtigt werden muss, dass die kleineren Parteien häufig gar keinen Direktkandidaten aufgestellt haben. Von den Wählern mit ungültiger Zweitstimme (was nicht abgegebene Zweitstimmen einschließt) haben 27,7 % eine gültige Erststimme abgegeben.
In absoluten Zahlen gab ziemlich genau die Hälfte der Stimmensplitter ihre Zweitstimmen für FDP oder Grüne ab.
Der Anteil der Stimmensplitter ist gegenüber früheren Bundestagswahlen deutlich gestiegen.

## Einzelbewerber
Wer seine Erststimme einem Einzelbewerber oder einem Bewerber, dessen Partei keine zugehörige Landesliste aufgestellt hat, geben will, ist zum Stimmensplitting gezwungen. Das Bundeswahlgesetz bestimmt, dass die Zweitstimme in so einem Fall nicht gezählt wird, wenn der Einzelbewerber in den Bundestag gewählt wird. Ist ein Bewerber einer Partei im Wahlkreis erfolgreich, die auch mit einer Landesliste antritt, aber an der Sperrklausel scheitert, bleiben die Zweitstimmen der Wähler dieses Bewerbers ebenfalls unberücksichtigt.